# Clinocera sinica
Clinocera sinica är en tvåvingeart som först beskrevs av Yang 1995.  Clinocera sinica ingår i släktet Clinocera och familjen dansflugor.
Artens utbredningsområde är Zhejiang (Kina). Inga underarter finns listade i Catalogue of Life.